# Catalizador Ziegler-Natta
Los catalizadores de Ziegler-Natta son complejos metal con propiedades catalíticas que permiten la polimerización estereoespecífica de alquenos.

## Historia
El proceso fue desarrollado en el grupo de Karl Ziegler en el instituto Max Planck de Mülheim (Max-Planck-Institut für Kohlenforschung). Su primera aplicación era la polimerización de etileno. En el grupo de Giulio Natta se amplió el campo de aplicación al propileno permitiendo un control de la tacticidad del polímero.
Ambos químicos fueron galardonados por sus descubrimientos con el premio Nobel de Química en 1963.
En 2007 la cantidad total de HDPE (polietileno de alta densidad) fabricado con catalizadores Ziegler-Nata superó las 30 mil toneladas. La cantidad de polipropileno era de 45,1 mil toneladas en el mismo año. Además se fabrican con estos catalizadores otras poliolefinas menos comunes como el polibutadieno alto-cis.

## Catalizadores clásicos
Los catalizadores clásicos del tipo Ziegler-Natta son catalizadores mixtos que contienen un compuesto organometálico de los grupos principales I, II o III del sistema periódico (p.ej. trietilaluminio Al(C2H5)3) y un compuesto de un metal de transición (p.ej. tetracloruro de titanio TiCl4). Estos compuestos tienen un carácter de ácido de Lewis. 

Se puede tratar tanto de catalizadores homogéneos como heterogéneos. Se trata de catalizadores con varios centros (engl.: multiple site) activos diferentes. 
Los sistemas más modernos emplean sobre todo cloruro de magnesio, tetracloruro de titanio, trietilaluminio además de diversos dadores de electrones internos y externos. Pueden alcanzar una producción de hasta 150.000 kg de polímero por gramo de titanio.

## Catalizadores modernos (catalizadores Kaminsky)
Últimamente se utilizan cada vez más sistemas catalíticos basados en metalocenos con metales del grupo 4 con metilaluminiooxanos como co-catalizadores. El metal más empleado es el zirconio por su mayor actividad catalítica frente al titanio o al hafnio. Aunque los sistemas son homogéneos por razones del proceso a menudo se inmovilizan los catalizadores en soportes porosos.
La solubilidad de estos catalizadores ha permitido también investigar y entender el mecanismo de las reacciones Ziegler-Natta. Además se pueden diseñar compuestos con sustituyentes quirales y ángulos de apertura (engl.: bite angle) determinados para controlar aún  mejor la reacción.

## Mecanismo
Para el proceso Ziegler-Natta se requiere un complejo de metal de transición del grupo 4 a 8 de geometría  octaédrica con una posición de coordinación libre.
Este se forma inicialmente a partir de los componentes metálicos y metalorgánicos. La vacante de coordinación tiene propiedades de ácido de Lewis. 
El mecanismo de un proceso tipo Ziegler-Natta se basa en primero la adición del alqueno al centro  metálico con los electrones del enlace doble y luego la inserción en el enlace del metal con el carbono del resto orgánico enlazado previamente. Así se regenera la vacante de coordinación y el ciclo catalítico empieza de nuevo.

Polimerización con los pasos de inserción y reacción

En la ecuación del ejemplo se ve cómo se coordina una molécula de propileno a un centro metálico de titanio y luego pasando por un estado cíclico inserta en el enlace del metal con el polímero formado previamente. Esta reacción es estereoespecífica. El grupo metilo siempre se insertará al mismo lado de la cadena.
El crecimiento del polímero termina cuando o se ha consumido todo el monómero o se forma un hidruro por una reacción de eliminación:

Reacción de término de cadena con la formación de un hidruro y un iso-alqueno